# M.A.X. 2
M.A.X. 2 — компьютерная игра в жанре стратегия, продолжение игры M.A.X.. Игра критикуется за то, что слишком сильно копирует предшественника в слабых сторонах, использует относительно старую графику, а также ухудшает геймплей по сравнению с первой частью
Игра вышла в 1998 году. Изменён интерфейс, игра оформлена в диметрической проекции. Добавлена новая доступная для игры раса — Шиват. Бывшие инопланетные технологии теперь находятся в распоряжении Конкорда.

## Оценки
| Сводный рейтинг | Сводный рейтинг |
| Агрегатор       | Оценка          |
| --------------- | --------------- |
| GameRankings    | 57,27 %         |